# Palazzo Farnese (Ortona)
Il Palazzo Farnese a Ortona fu costruito su commissione di Margherita d'Austria, su progetto di Giacomo Della Porta. Nei secoli XVII e XVIII secolo il palazzo fu dimora del sovrintendente abruzzese ai beni farnesiani. Attualmente ospita il Museo civico d'Arte contemporaneae la Pinacoteca Cascella.

## Storia
Arrivata ad Ortona, Margherita D'Austria, che nel frattempo abitava nella casa di Camillo De Santis, pensò subito di costruire un grande palazzo residenziale. Il luogo prescelto fu il sito sul colle di fronte all'Adriatico: un'area in parte donata dalla comunità e in parte presa ai frati conventuali di San Francesco che lì avevano un bellissimo orto con vista sul mare. Questi ultimi ne furono tanto offesi da lasciare qualche tempo dopo Ortona e almeno fino al 1591 non vi sono tracce del loro ritorno.

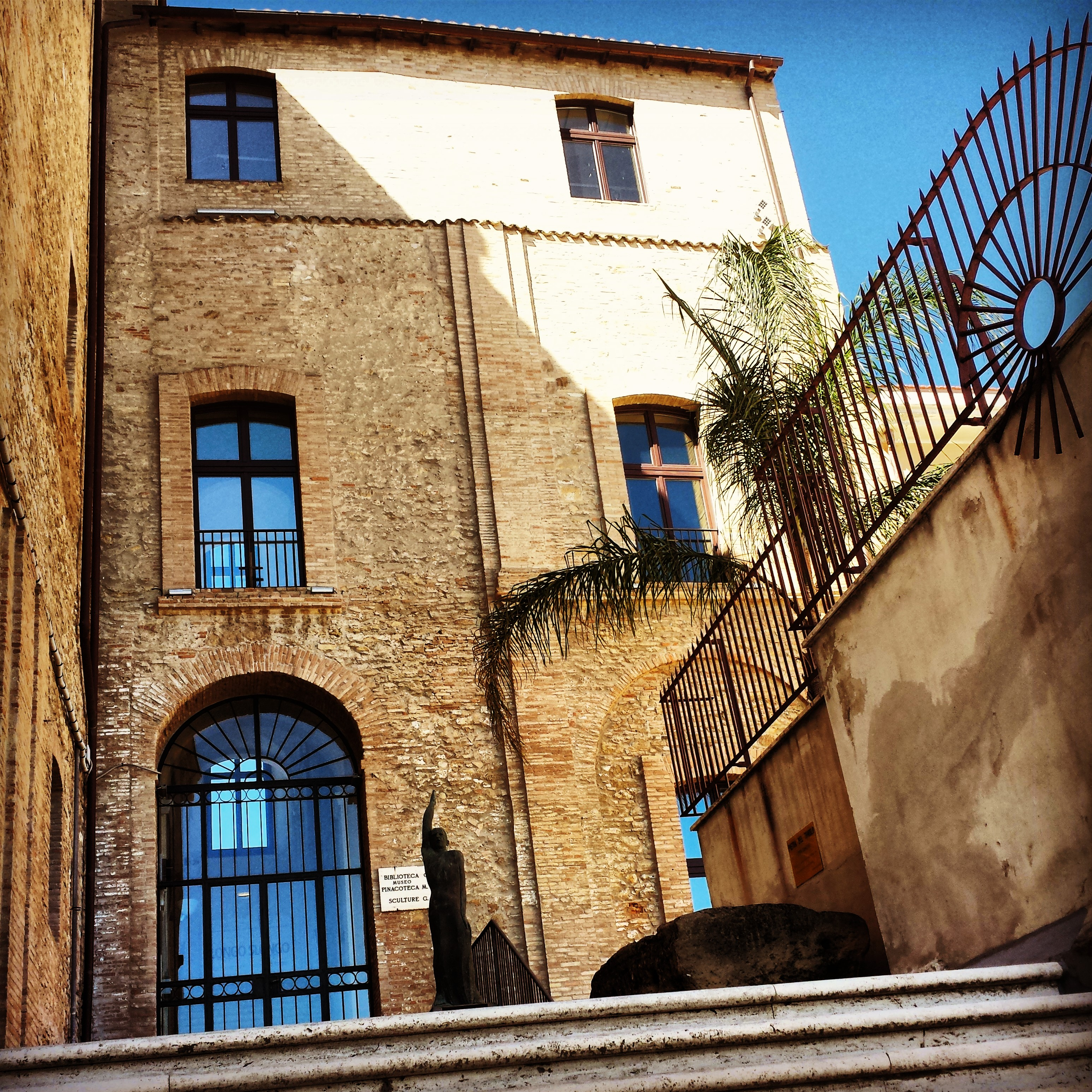
Attuale ingresso

Con molta probabilità il progetto del palazzo iniziò sin dall'inverno 1583-84 e fu affidato, per invito del potente cardinale Alessandro Farnese, a sua volta sollecitato dalla cognata Margherita, a Giacomo Della Porta, famoso architetto rinascimentale. Il 12 marzo 1584, con una solenne cerimonia e con la benedizione del vescovo Giandomenico Rebiba, furono gettate le fondamenta. A ricordo dell'opera, la duchessa imperiale pose sotto ciascun angolo tre medaglie di bronzo coniate per l'occasione.
Quando nel 1882 venne aperta via Umberto I (l'attuale Orientale), furono abbattute alcune case rovinate e, nel minare il terreno, si ruppe un masso che era stato il basamento dell'angolo nord-est del palazzo. Il masso, con l'intera facciata che dava sul mare, franò. In questo modo furono rinvenute le tre medaglie: una inviata all'imperatore d'Austria, una presa dalla famiglia Cespa, la terza dalla famiglia Bonanni. Attualmente non ne rimane alcuna traccia, come per il ricco archivio farnesiano, perduto o distrutto, specialmente durante l'invasione francese del 1798.
Il palazzo aveva forma quadrangolare e misurava 49 metri e 70 centimetri, mentre le finestre, undici per ogni lato, erano alte 4 metri e larghe 2,20. Il portone era alto circa 7 metri e largo 3,34 misure previste e calibrate sul tipo di carrozza usata da Margherita.
Un cantiere di quelle proporzioni ha rappresentato una rivoluzione per la vita cittadina poiché occorsero, tra gli altri, scalpellini, artigiani del ferro, intagliatori, carrettieri nonché decoratori. Della Porta era impegnatissimo e i lavori vennero affidati a Piermaria di Lioni Aranci, capomastro lombardo. Occorse circa un anno per scoprire che i lavori non procedevano bene e per convincere Della Porta ad inviare ad Ortona un suo allievo Gregorio Caronica che prese atto che le istruzioni non erano state eseguite.
Egli scrisse un rapporto dettagliato al maestro: si stava costruendo una porta principale, lato mare (dove ora c'è il ristorante è un corpo posticcio aggiunto dopo la frana); infatti l'attuale Palazzo Farnese manca di una grande porta d'entrata, che invece è visibile da una stampa del 1593, con le bugne degli stipiti che risaltano. Caronica parla anche di altre due porte, ma chiaramente non ne rimane traccia. L'architetto sottolinea che il progetto prevede una cisterna di raccolta delle acque piovane, nonché un moderno sistema fognante; parla a lungo delle logge sul cortile, che però oggi sono inesistenti, della scala interna e dei rinforzi da apportare alle diverse murature. 

Palazzo Farnese nel 1936

Nel 1586 muore Margherita e solo qualche settimana dopo, i lavori si interrompono. Il duca Ranuccio I, duca di Parma, che pure sembrava intenzionato, come obbligo morale verso la nonna, a completare il Palazzo, richiese i disegni a Bottoni, rappresentante farnesiano in Ortona. Decise, tuttavia, nel 1619 di non proseguire la fabbrica. I costi dell'edificio furono supportati, direttamente o indirettamente, dalla popolazione e, in alcuni casi, la Madama non rispettò i patti come nel caso del mantenimento della guarnigione prima prevista a suo carico e poi costata 600 ducati all'anno alla comunità.
Notevole deve essere stato l'impatto di una simile costruzione in un piccolo centro che seppur svettante tra le altre cittadine non aveva nel suo tessuto urbano che poche case a più piani. Le stesse decorazioni del palazzo dettarono uno stile degno di essere copiato tanto che tuttora lo troviamo in alcune case palazziate del centro storico.
Fino alla metà del ‘700, l'incompiuto Palazzo Farnese fu sede dell'amministrazione dei beni farnesiani dell'Abruzzo e vi alloggiarono i vari governatori di Ortona. Quando il Regno di Napoli incamerò i possedimenti dei Farnese, il Palazzo nel 1795 venne venduto alla famiglia Berardi che nel 1840 innalzò, secondo disegni originali, il lato su Largo Farnese (gli attuali secondo e terzo piano) e adibì l'intero isolato prima a prigione, poi sede della Pretura, albergo, arena di spettacoli e infine ad abitazione privata.
La proprietà comunale è del secolo scorso. Negli anni 70 ci fu un restauro che fece discutere per l'abbattimento di una parte del palazzo, salvatosi da una frana, per la costruzione di un condominio.
Oggi al suo interno sono ospitati: Emeroteca comunale, il Museo di Arte Contemporanea, la Pinacoteca Cascella (opere di Basilio, Tommaso e Michele Cascella) e una raccolta di opere degli artisti Costanzo e Massari.